# Imatrankoski

Corredeiras de Imatrankoski

Imatrankoski (corredeiras de Imatra) são corredeiras no Rio Vuoksi em Imatra, na Finlândia . É uma famosa atração turística desde o final do século XVIII. Imatrankoski é também um dos patrimônios naturais da Finlândia. Desde 1929, as corredeiras estão bloqueadas por uma barragem quando a hidrelétrica de Imatra entrou em operação. Hoje, a barragem é aberta diariamente entre junho e agosto (de quarta a domingo, às 18h) e também nos dias de Natal e Ano Novo.

## História geológica
O rio Vuoksi e o Imatrankoski nasceram por volta de 5000 anos atrás, quando as águas do Lago Saimaa penetraram na cordilheira Salpausselkä devido ao ajuste pós-glacial, formando um rio que desaguava no Lago Ladoga.

## Turismo
Considera-se que a atividade turística em Imatrankoski se iniciou-se em 1772, quando a imperatriz da Rússia Catarina, a Grande, visitou o local. O Parque Kruununpuisto, o parque natural mais antigo da Finlândia, foi fundado em 1842 pelo Imperador Nicolau I. No final do século XIX, Imatrankoski era uma das atrações naturais mais conhecidas da Europa. Em 1876, o imperador do Brasil D. Pedro II, esteve ali e deixou seu nome gravado numa das pedras do local.

## Galeria

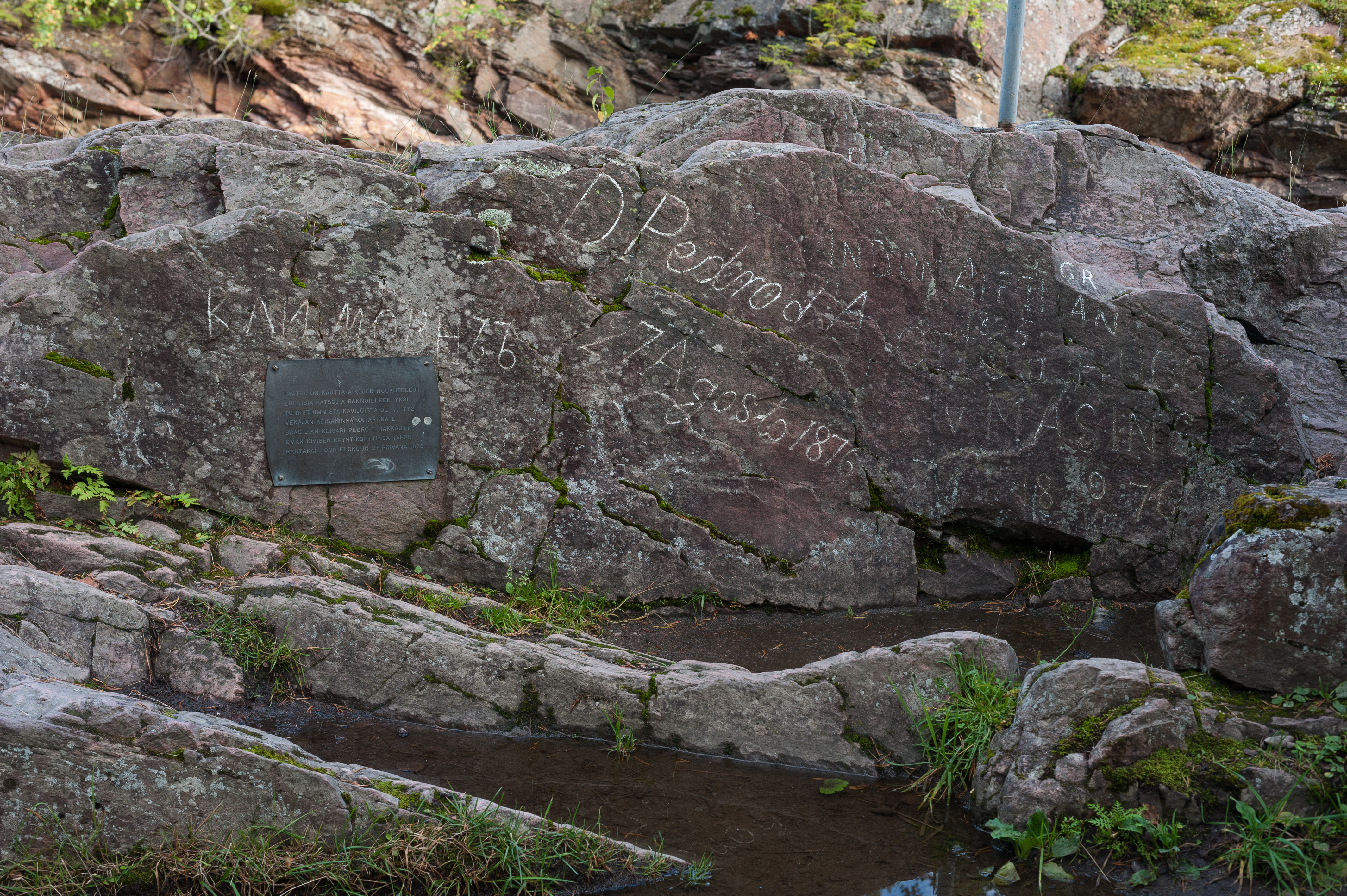
Rocha grafitada pelo imperador Pedro II do Brasil: nela se leem as inscrições "D. Pedro d'A[lcantara]" e "27 Agosto 1876"
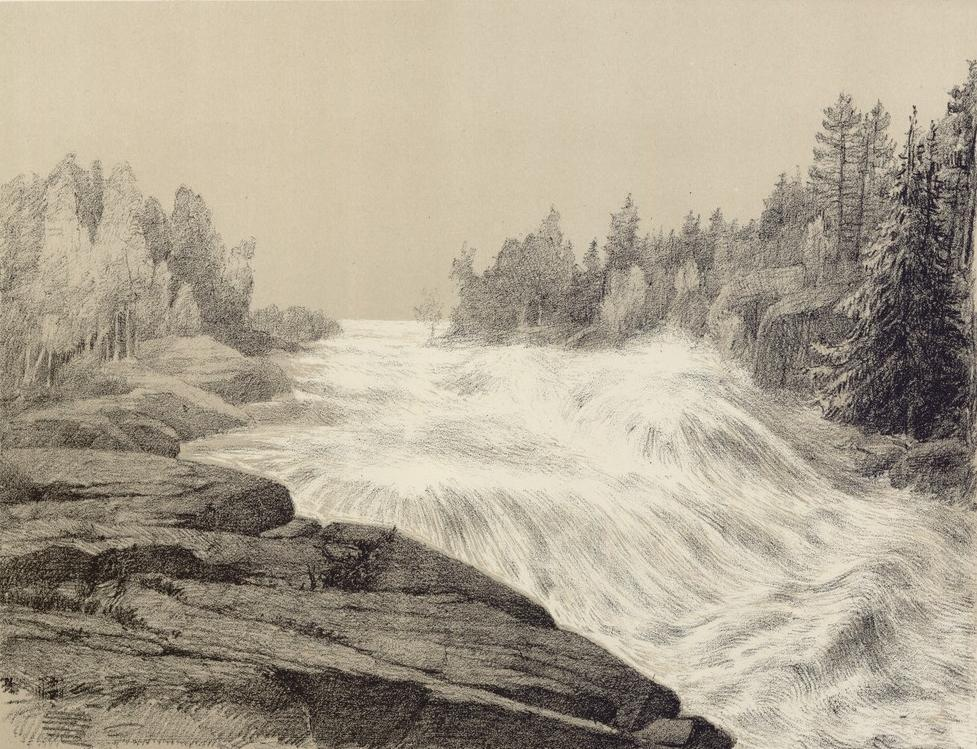
Um esquete da corredeira de Imatrankoski, datado do século XIX
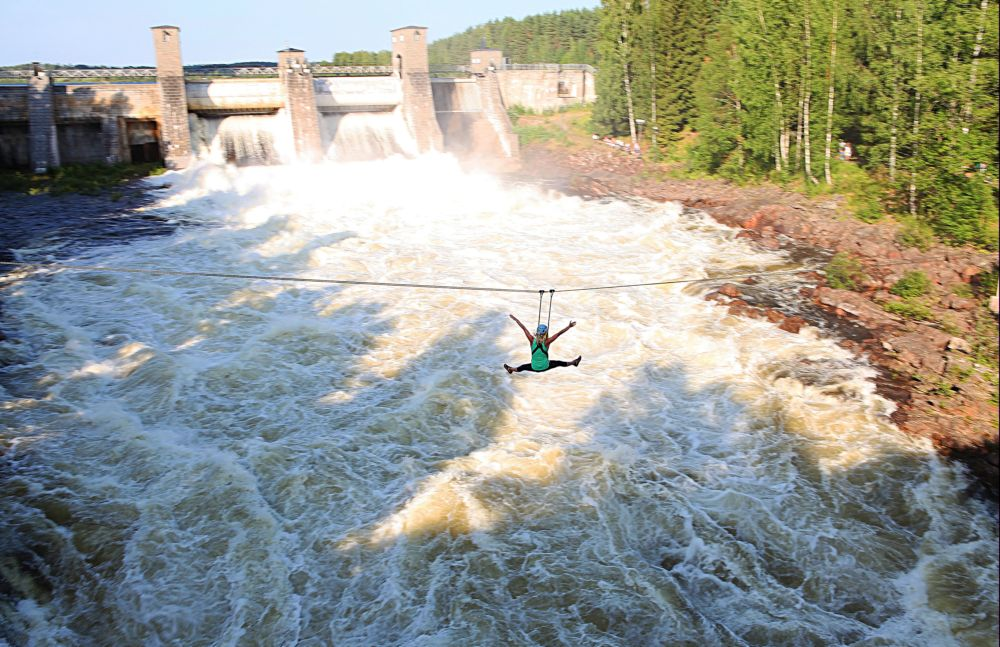
A represa
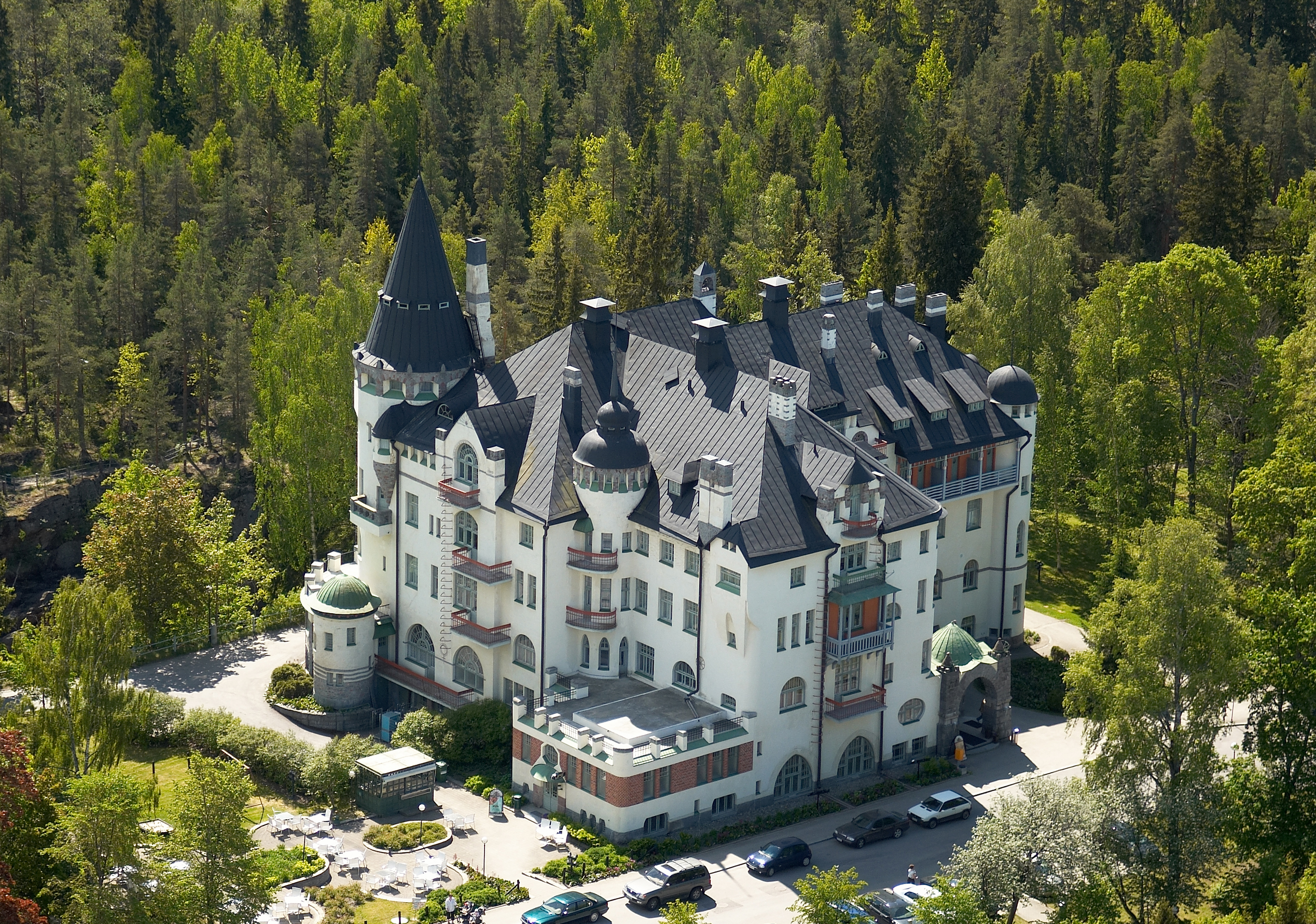
Hotel Valtionhotelli no Parque Nacional de Kruununpuisto